# Cuango (Angola)
Cuango és un municipi de la província de Lunda-Nord. Té una població de 173.362 habitants. Comprèn les comunes de Cuango i Luremo. Limita al nord amb la República Democràtica del Congo, a l'est amb els municipis de Caungula i Lubalo, al sud amb el municipi de Capenda Camulemba, i a l'oest amb els municipis de Xá-Muteba, Cunda Dia Baze i Marimba. Gaudeix de l'aeroport de Cuango-Luzamba.

## Història
A la narració De Benguella às Terras de Iácca (1881), Hermenegildo Capelo i Roberto Ivens conten que, un dia, en dirigir-se cap al Cuango, van ser convidats per un cap local per visitar el seu campament.